# تيرني (أولاد يحيى)
تيرني هو دُوَّار يقع بجماعة مزكيتام، إقليم جرسيف، جهة الشرق في المملكة المغربية. ينتمي الدوّار لمشيخة أولاد يحيى التي تضم 8 دواوير. يقدر عدد سكانه بـ 806 نسمة حسب الإحصاء الرسمي للسكان والسكنى لسنة 2004.

## روابط خارجية
- البوابة الوطنية للجماعات الترابية نسخة محفوظة 12 مارس 2018 على موقع واي باك مشين.
- المندوبية السامية للتخطيط